# Maurecourt
Maurecourt ist eine französische Gemeinde mit 4399 Einwohnern (Stand 1. Januar 2022) im Département Yvelines in der Region Île-de-France. Die Gemeinde gehört zum Arrondissement Saint-Germain-en-Laye und zum Kanton Conflans-Sainte-Honorine. Ihre Einwohner werden Maurecourtois genannt.

## Geographie
Maurecourt liegt am westlichen Ufer des Flusses Oise, etwa 32 Kilometer nordwestlich von Paris. Im Westen befindet sich der Forêt de l’Hautil. Umgeben wird Maurecourt von den Nachbargemeinden Jouy-le-Moutier im Norden und Nordwesten, Neuville-sur-Oise im Norden und Nordosten, Conflans-Sainte-Honorine im Osten, Andrésy im Süden und Triel-sur-Seine im Westen.

## Bevölkerungsentwicklung
| Jahr      | 1962 | 1968 | 1975 | 1982 | 1990 | 1999 | 2006 | 2018 |
| Einwohner | 1729 | 2380 | 2870 | 2730 | 3359 | 3493 | 4057 | 4327 |

## Sehenswürdigkeiten

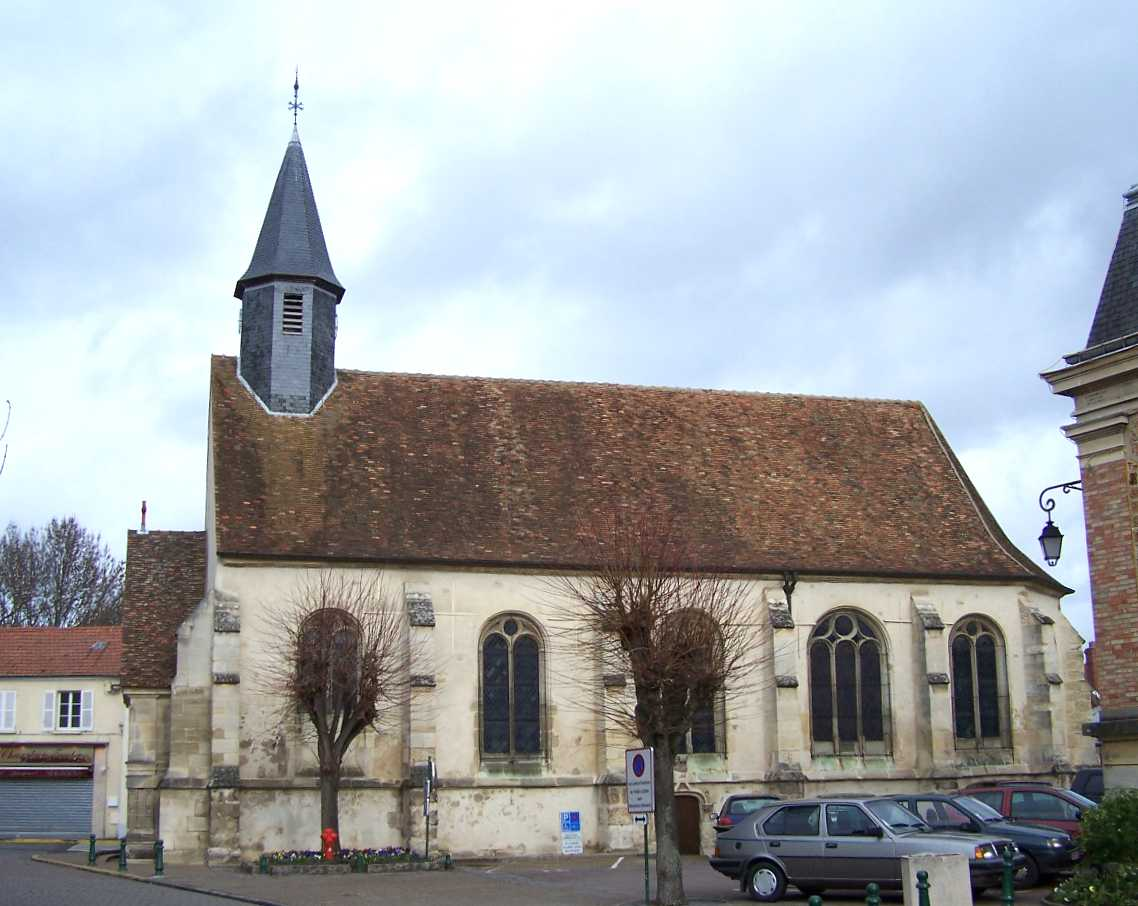
Kirche Notre-Dame-de-la-Nativité

- Kirche Notre-Dame-de-la-Nativité, erbaut Anfang des 17. Jahrhunderts, Malereien aus dem 16. Jahrhundert
- Schloss Maurecourt aus dem 18. Jahrhundert
- Gefallenendenkmal

Siehe auch: Liste der Monuments historiques in Maurecourt

## Gemeindepartnerschaft
Mit der britischen Gemeinde Brundall in der Grafschaft Norfolk (England) besteht seit 1981 eine Partnerschaft.